# Alfred Gwynne Vanderbilt
Alfred Gwynne Vanderbilt, est un homme d'affaires américain, né le 20 octobre 1877 à New York et mort dans l'océan Atlantique à bord du RMS Lusitania le 7 mai 1915.

## Biographie
Alfred Gwynne Vanderbilt est né à New York, le troisième fils de Cornelius Vanderbilt II (1843–1899) et d'Alice Claypoole Gwynne (en) (1845–1934). Il fréquente la St. Paul's School (en) et l'Université Yale (promotion de 1899), où il est membre de Skull and Bones.
Peu de temps après l'obtention de son diplôme, Vanderbilt, avec un groupe d'amis, commence un tour du monde qui devait durer deux ans. Arrivé au Japon le 12 septembre 1899, il reçoit la nouvelle de la mort subite de son père et se hâte de rentrer le plus rapidement possible pour se retrouver, par la volonté de son père, à la tête de sa branche de famille.
Peu de temps après son retour à New York, Vanderbilt commence à travailler comme commis dans les bureaux de la New York Central Railroad, en vue de se préparer à entrer dans les conseils de la société en tant que l'un de ses principaux propriétaires. Par la suite, il est également nommé administrateur d'autres sociétés, parmi lesquelles la Fulton Chain Railway (en) Company, la Fulton Navigation Company, la Raquette Lake Railway Company, la Raquette Lake Transportation Company et la Plaza Bank of New York.

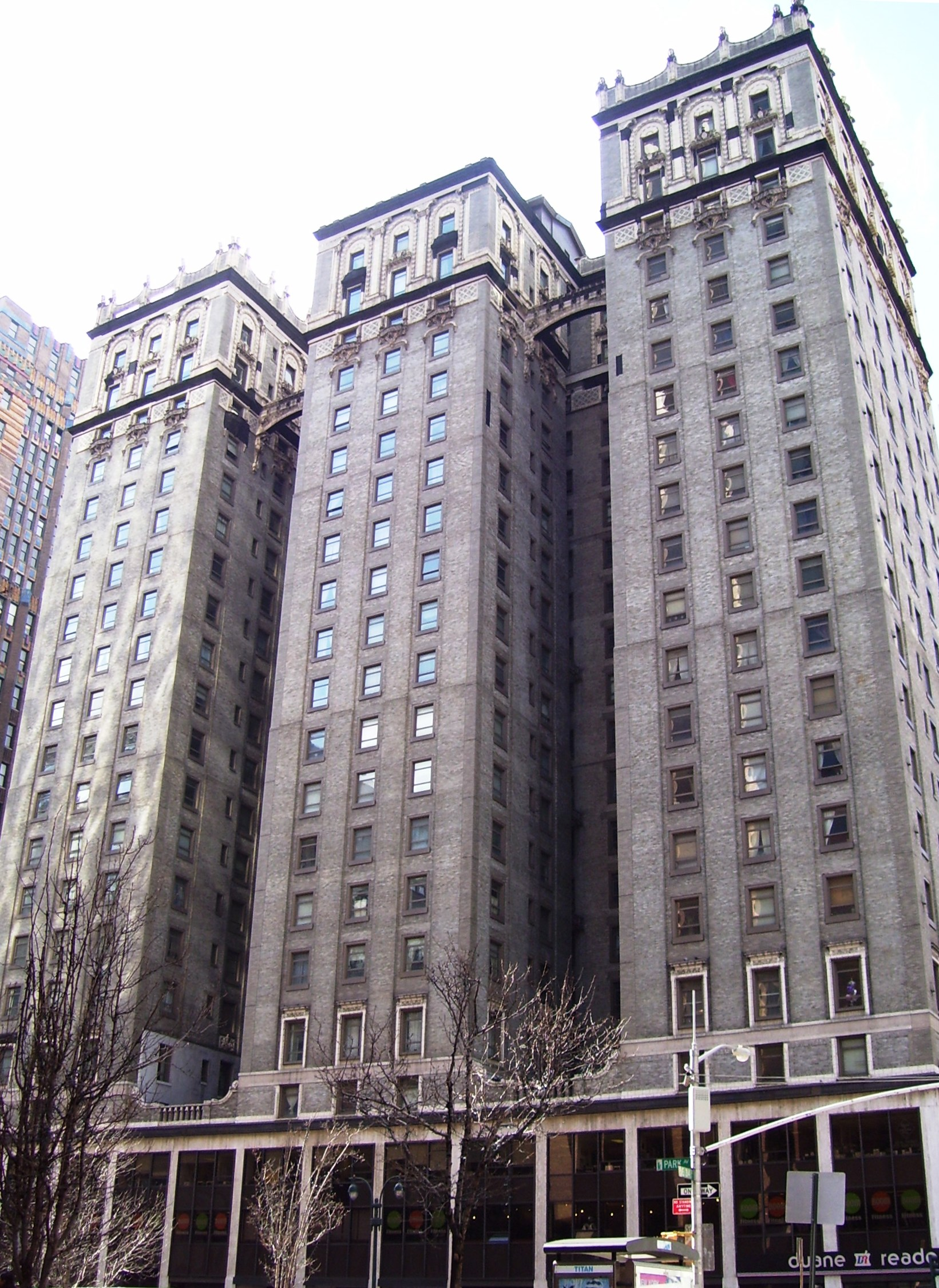
Le Vanderbilt Hotel, 4 Park Avenue, construit en 1910-1913.

Vanderbilt se montre un bon juge des valeurs immobilières et envisage plusieurs importants projets. Sur le site de l'ancienne résidence de la famille Vanderbilt, et comprenant également plusieurs parcelles adjacentes, il construit le Vanderbilt Hotel à Park Avenue et 34e Rue, dont il fait sa maison de ville.
Parmi les nombreux titres de Vanderbilt figurent des postes dans la New York Central Railroad, la Beech Creek Railroad, la Lake Shore and Michigan Southern Railway, la Michigan Central Railroad et la Pittsburgh and Lake Erie Railroad, ainsi que la Pullman Company.
Le 11 janvier 1901, Vanderbilt épouse Ellen Tuck French, fille de Francis Ormond French, président de la Manhattan Trust Company, et d'Ellen Tuck, ainsi que petite-fille de Benjamin Brown French (en) et d'Amos Tuck, et nièce d'Edward Tuck. Plus tard la même année, le 24 novembre 1901, Elsie donne naissance à leur unique enfant : William Henry Vanderbilt III (1901–1981), plus tard gouverneur de Rhode Island.
En mars 1908, Elsie déménage chez son frère, Amos Tuck French (en), à la maison à Tuxedo Park, New York. Peu de temps après, un scandale éclate en avril 1908 après qu'Elsie ait demandé le divorce, alléguant l'adultère avec Agnes O'Brien Ruíz, l'épouse de l'attaché cubain à Washington. La publicité, qui provoque des divisions sur qui soutenir, conduit finalement Agnes Ruíz à se suicider en 1909. 
Vanderbilt passe un temps considérable à Londres après le divorce, et s'y remarie, le 17 décembre 1911, à la riche divorcée américaine Margaret Mary Emerson, fille du capitaine Isaac Edward Emerson (en) et d'Emily Askew Dunn, et héritière de la fortune Bromo-Seltzer (en). Margaret avait été mariée de 1902 à 1910 au Dr Smith Hollins McKim, un riche médecin de Baltimore. Ensemble, Alfred et Margaret ont deux enfants : Alfred Gwynne Vanderbilt Jr. (en) (1912–1999), homme d'affaires et éleveur de chevaux de course, et George Washington Vanderbilt III (en) (1914–1961), plaisancier et explorateur scientifique.

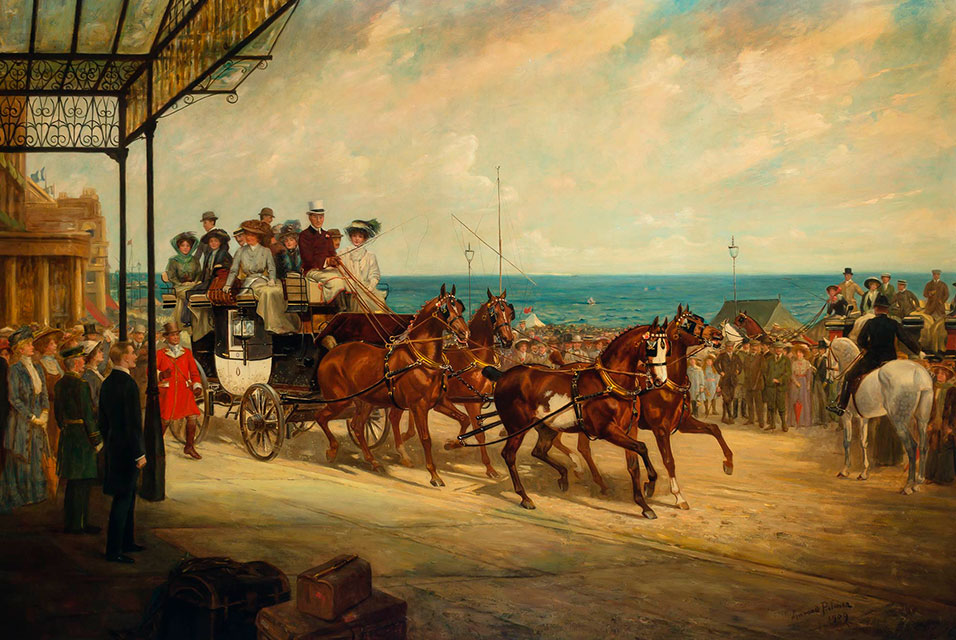
'Alfred Gwynne Vanderbilt Arriving at Brighton by James Lynwood Palmer'.

Sportif, il aime particulièrement la chasse au renard et le coaching. À la fin du XIXe siècle, lui et un certain nombre d'autres millionnaires, comme James Hazen Hyde, pratiquent les anciennes techniques de coaching anglais du début du siècle. Se réunissant près de Holland House à Londres, le groupe de coaching emmènerait leur véhicule pour un voyage d'une journée, deux jours ou plus le long des itinéraires choisis à travers plusieurs comtés, se rendant dans des auberges et des hôtels préétablis le long des itinéraires. Vanderbilt conduisait fréquemment le coaching, en costume parfaitement habillé. Il est enregistré en tant qu'invité régulier à Burford Bridge Hotel (en), dans le Surrey où, en conduisant de Londres à Brighton, il s'arrête pour prendre le déjeuner et recueillir des télégrammes.
En 1901, il achète le Great Camp Sagamore (en), sur le lac Sagamore (en) dans les Adirondacks. Il agrandit et améliore la propriété pour y inclure des toilettes à chasse d'eau, un système d'égout et de l'eau courante chaude et froide. Il ajoute ensuite une centrale hydroélectrique et une piste de bowling en plein air avec un système ingénieux pour récupérer les balles. Les autres équipements comprennent un court de tennis, une pelouse de croquet, un réservoir de 100 000 gallons, ainsi qu'une ferme en activité.
Le 1er mai 1915, Vanderbilt monte à bord du RMS Lusitania à destination de Liverpool en tant que passager de première classe, pour un voyage d'affaires. Le 7 mai, au large des côtes du comté de Cork, en Irlande, le Unterseeboot 20 torpille le navire, déclenchant une explosion secondaire qui coule le paquebot géant en 18 minutes. Vanderbilt et son valet Denyer aident d'autres personnes à monter dans des canots de sauvetage, puis Vanderbilt donne son gilet de sauvetage pour sauver une passagère. Vanderbilt avait promis à la jeune mère d'un petit bébé qu'il lui trouverait un gilet de sauvetage supplémentaire. Vanderbilt fait partie des 1 198 passagers qui n'ont pas survécu à l'incident. Son corps n'a jamais été retrouvé.

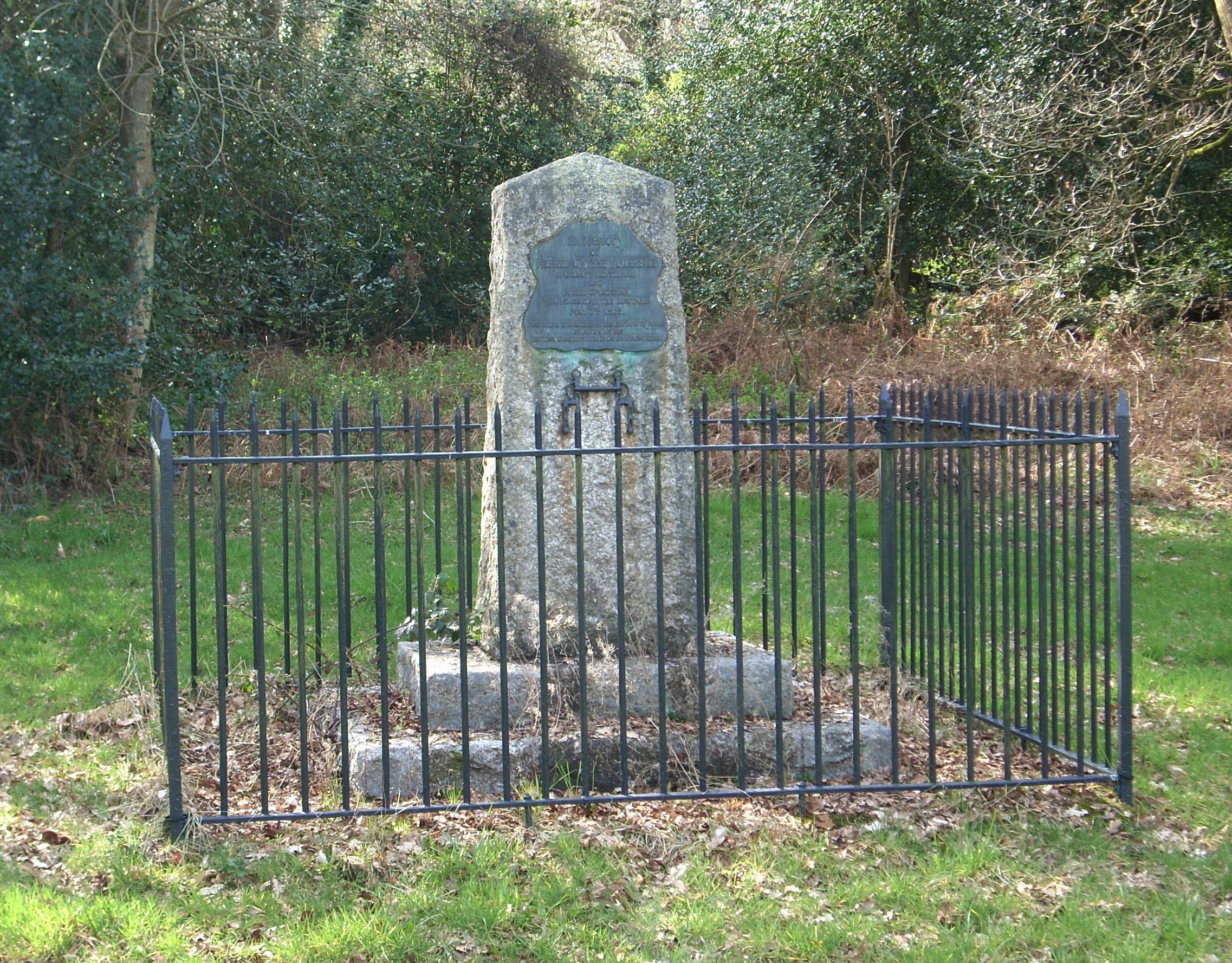
Mémorial sur l'A24.

Un mémorial est érigé sur l'A24, juste au sud de Dorking. L'inscription se lit comme suit : « En mémoire d'Alfred Gwynne Vanderbilt, un brave gentleman et un excellent sportif qui périt en Lusitanie le 7 mai 1915. Cette pierre est érigée sur sa route préférée par quelques-uns de ses amis et admirateurs coaching britanniques ». Un autre mémorial à Vanderbilt se trouve dans un petit parc de Broadway à Newport, dans le Rhode Island, où les membres de la famille Vanderbilt ont passé leurs étés.
Après la mort d'Alfred à bord du Lusitania, sa veuve Margaret acquiert un domaine de 316 acres à Lenox, avec un manoir de 47 chambres. Elle se remarie deux fois à Raymond T. Baker. La réclamation pour sa succession a été avancée Margaret, qui à ce moment-là était déjà remariée. La valeur nette de la succession, après paiement de toutes les dettes et frais funéraires et d'administration, était de 15 594 836,32 $. Aux termes de son testament, Margaret et ses trois fils hériteraient de 1 180 098,18 $. De plus, pour leur entretien et pour le soutien et le confort de sa veuve et de ses enfants, il a dépensé et contribué environ 300 000 $ par année.